# Jackson, Louisiana
Jackson är en ort i East Feliciana Parish i den amerikanska delstaten Louisiana med 3 842 invånare (2010). Jackson är största ort i East Feliciana Parish men inte dess huvudort, trots dess historiska bakgrund som huvudort i Feliciana Parish 1815–1824.

## Historia
Jackson grundades 1815 och fick sitt namn efter Andrew Jackson i syfte att hylla hans seger i slaget vid New Orleans tidigare samma år. Orten grundades som administrativ huvudort i Feliciana Parish innan områdets uppdelning i West Feliciana Parish och East Feliciana Parish.
Jackson var säte för College of Louisiana som grundades 1825 och därefter för Centenary College of Louisiana 1845–1908. Centenary College grundades år 1839 i Mississippi och flyttades till ett färdigt campusområde i Jackson i samband med att College of Louisiana stängdes. Centenary College of Louisiana finns i Shreveport sedan år 1908.

## Kända personer från Jackson
- Erick Erickson, bloggare